# Sangre
Pour plus de détails, voir Fiche technique et Distribution.
Sangre est un film franco-mexicain réalisé par Amat Escalante, sorti en 2005.

## Synopsis
Diego, fonctionnaire, est marié à Blanca, employée dans un fast-food. Leur quotidien se résume à regarder des telenovelas sur le canapé ou à faire l'amour sur la table de la cuisine jusqu'au jour où débarque Karina, la fille que Diego a eue d'un premier mariage. L'homme doit alors faire face au besoin d'affection de sa fille et aux crises de jalousie de sa femme. Un événement extraordinaire le poussera à agir comme il ne l'avait encore jamais fait.

## Fiche technique
- Titre : Sangre
- Réalisation : Amat Escalante
- Scénario : Amat Escalante
- Production : Amat Escalante, Jaime Romandia, Judith Nora, Carlos Reygadas et Eugene Carpenter Jr.
- Budget : 370 000 euros
- Musique : Inconnu
- Photographie : Alex Fenton
- Montage : Amat Escalante
- Direction artistique : Daniela Schnaider
- Pays d'origine :  France
- Format : couleur - 2,35:1 - Dolby - 16 mm
- Genre : drame
- Durée : 90 minutes
- Dates de sortie : 11 mai 2005 (festival de Cannes), 1er février 2006 (France)
- Film interdit aux moins de 12 ans lors de sa sortie en France

## Distribution
- Cirilo Recio Dávila : Diego
- Claudia Orozco : Karina
- Martha Preciado : Martita
- Laura Saldaña Quintero : Blanca

## Production
Le tournage s'est déroulé en octobre et novembre 2004 à Guanajuato, au Mexique.

## Distinctions
- Prix FIPRESCI dans la section Un Certain Regard, lors du Festival de Cannes 2005.
- Festival international du film de Thessalonique 2005 : Alexandre d'argent